# Пале-Руаяль — Мюзе-дю-Лувр (станция метро)
Пале-Руаяль — Мюзе-дю-Лувр (фр. Palais Royal - Musée du Louvre) — пересадочный узел линий 1 и 7 Парижского метрополитена, расположенный в I округе Парижа. Назван по бывшему королевскому дворцу Пале-Руаяль и расположению рядом с главным входом в Лувр. На станции установлены автоматические платформенные ворота.

## История
- Первым в истории пересадочного узла открылся зал линии 1: это произошло 19 июля 1900 года в числе первых восьми станций Парижского метрополитена. 1 июля 1916 года открылся зал линии 7, в результате чего сформировался пересадочный узел.
- До 1989 года станция назвалась Пале-Руаяль. Переименование было связано с открытием нового подземного вестибюля для входа в Лувр, а во избежание путаницы соседняя станция была переименована в Лувр — Риволи.
- Зал линии 1 закрывался для проведения работ по автоматизации 7-8 февраля 2009 года[2].
- Пассажиропоток по станции по входу в 2011 году, по данным RATP, составил 9 559 535 человек[3]. В 2013 году этот показатель снизился до 9 385 220 пассажиров (20 место по уровню входного пассажиропотока в Парижском метро)[4].

## Галерея

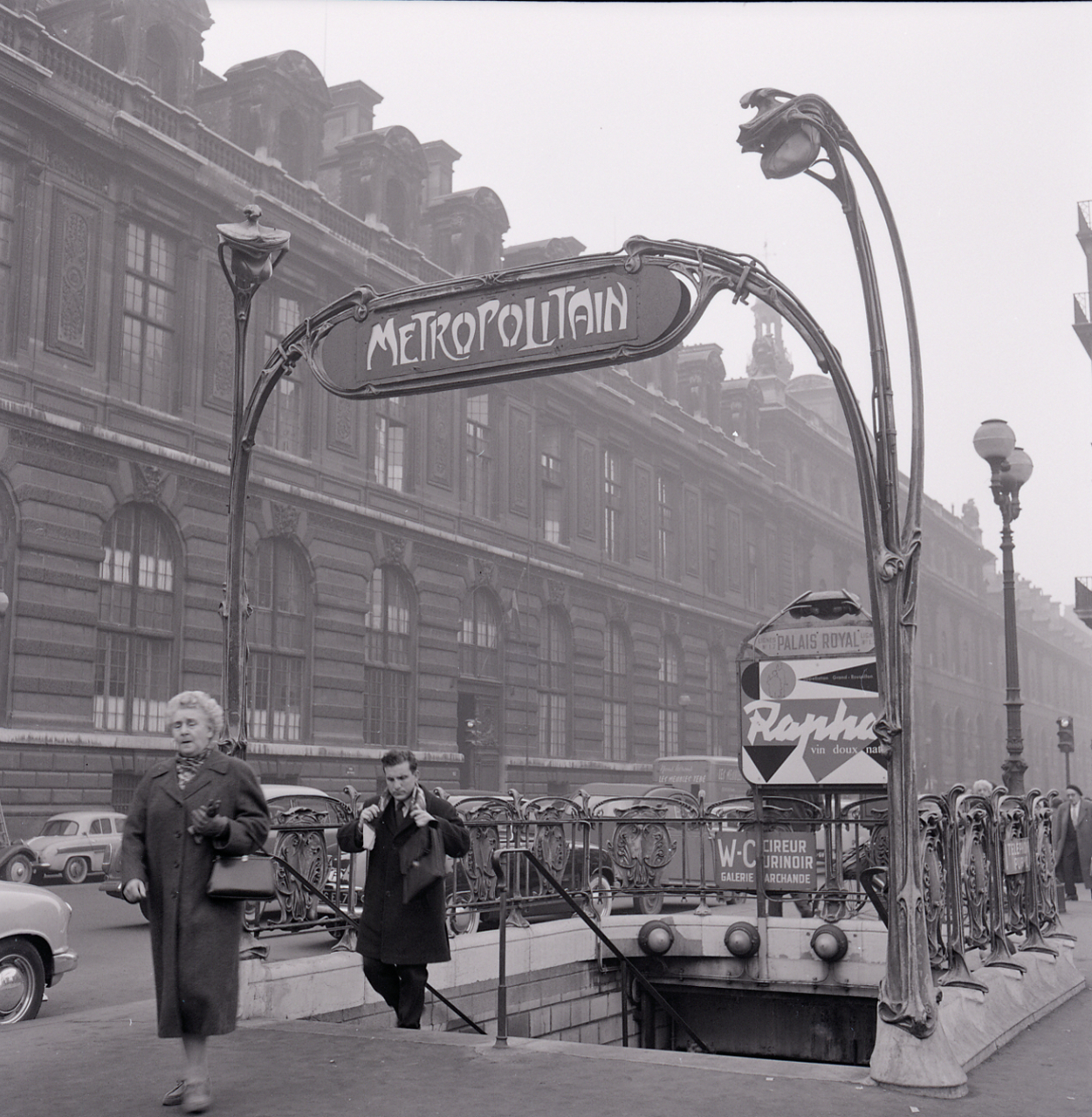
Вход на станцию в 1967 году со старым названием Пале-Руаяль.
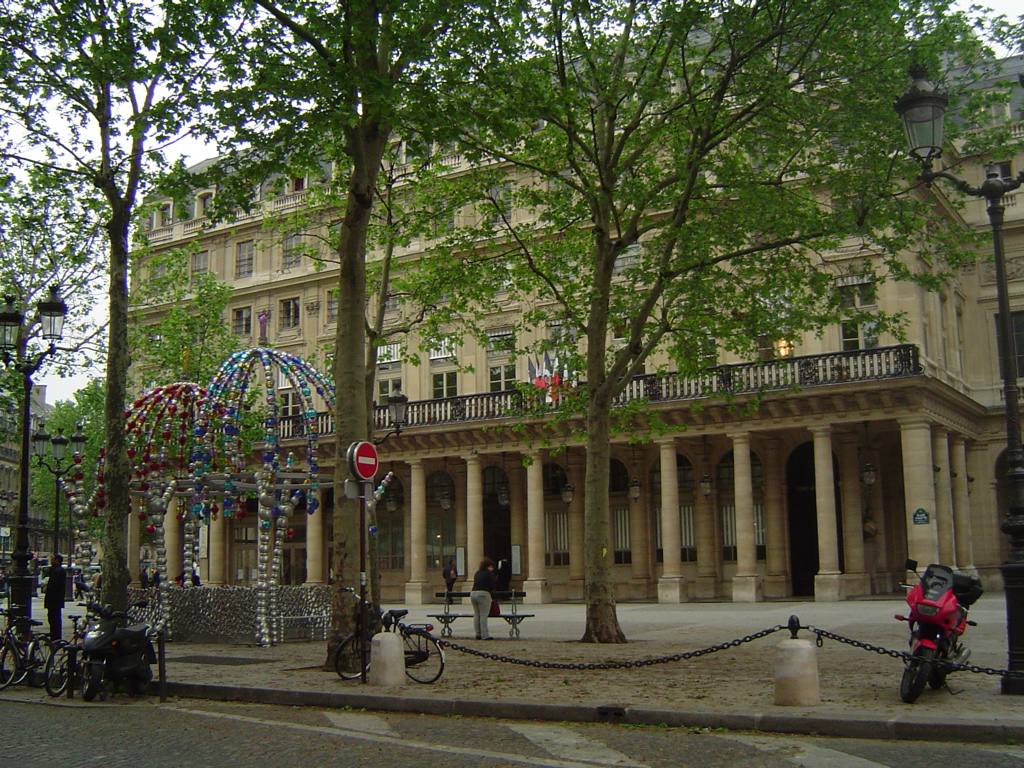
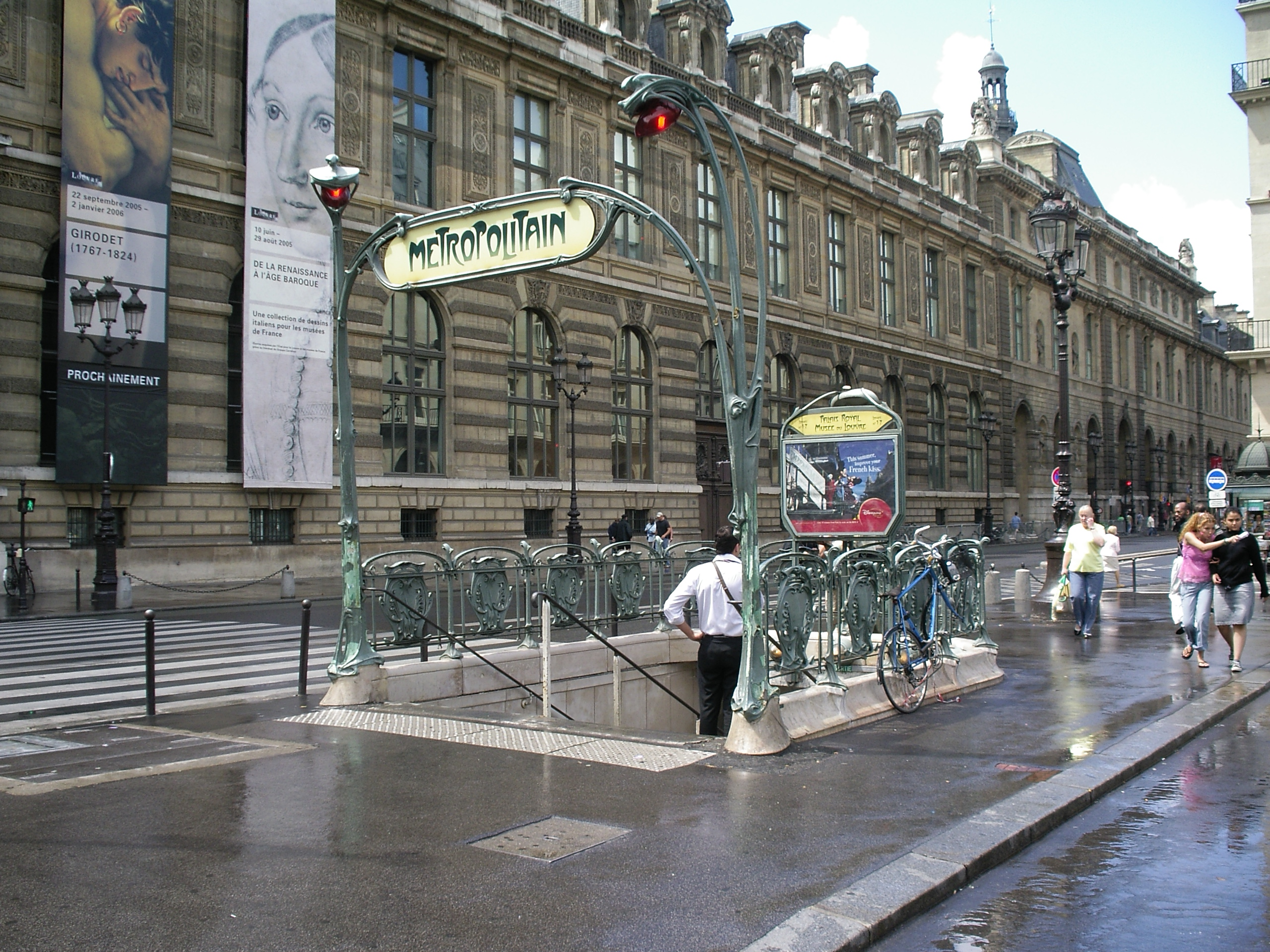
Вход на станцию, оформленный в стиле Эктора Гимара
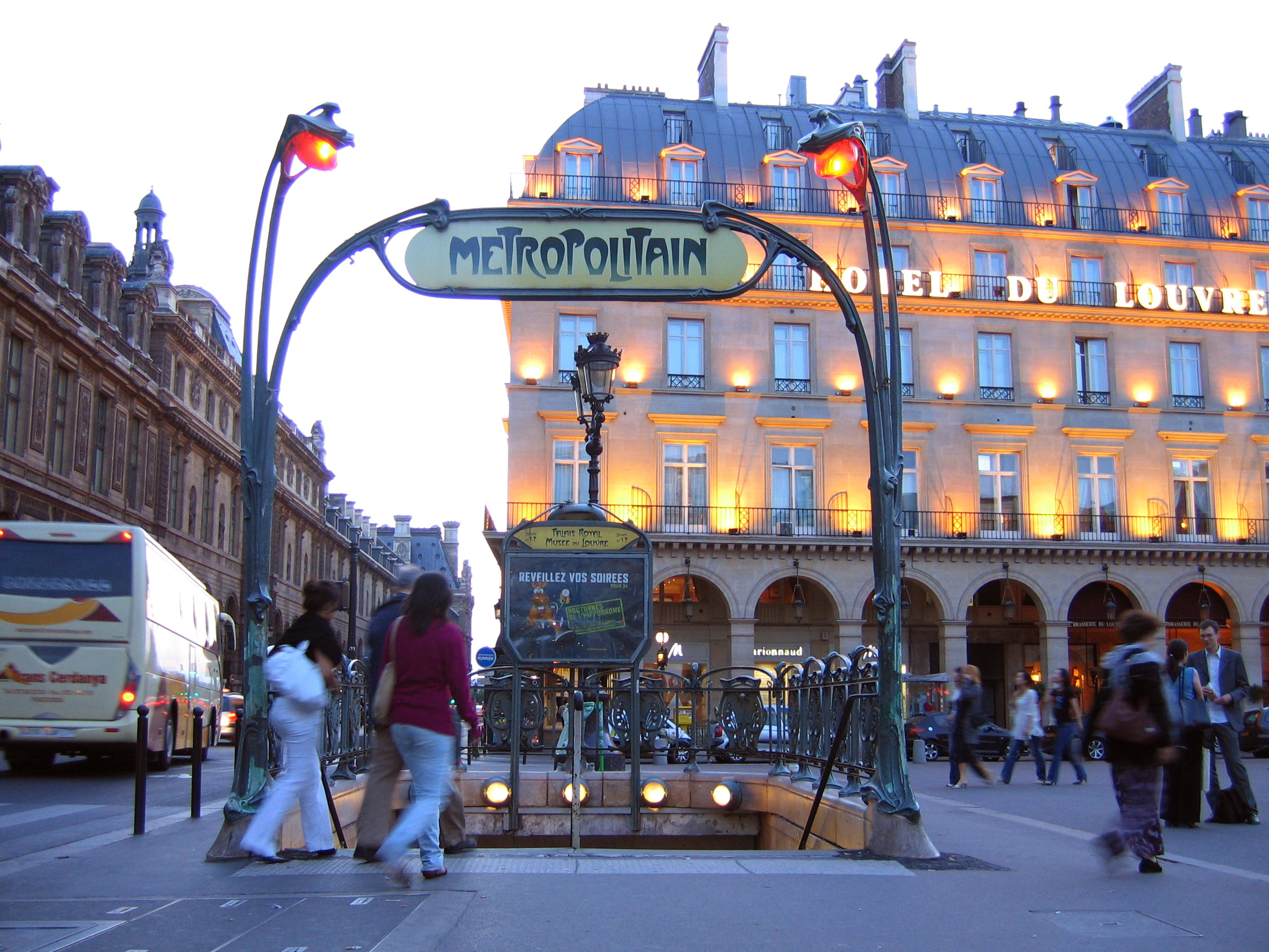
Вход на станцию
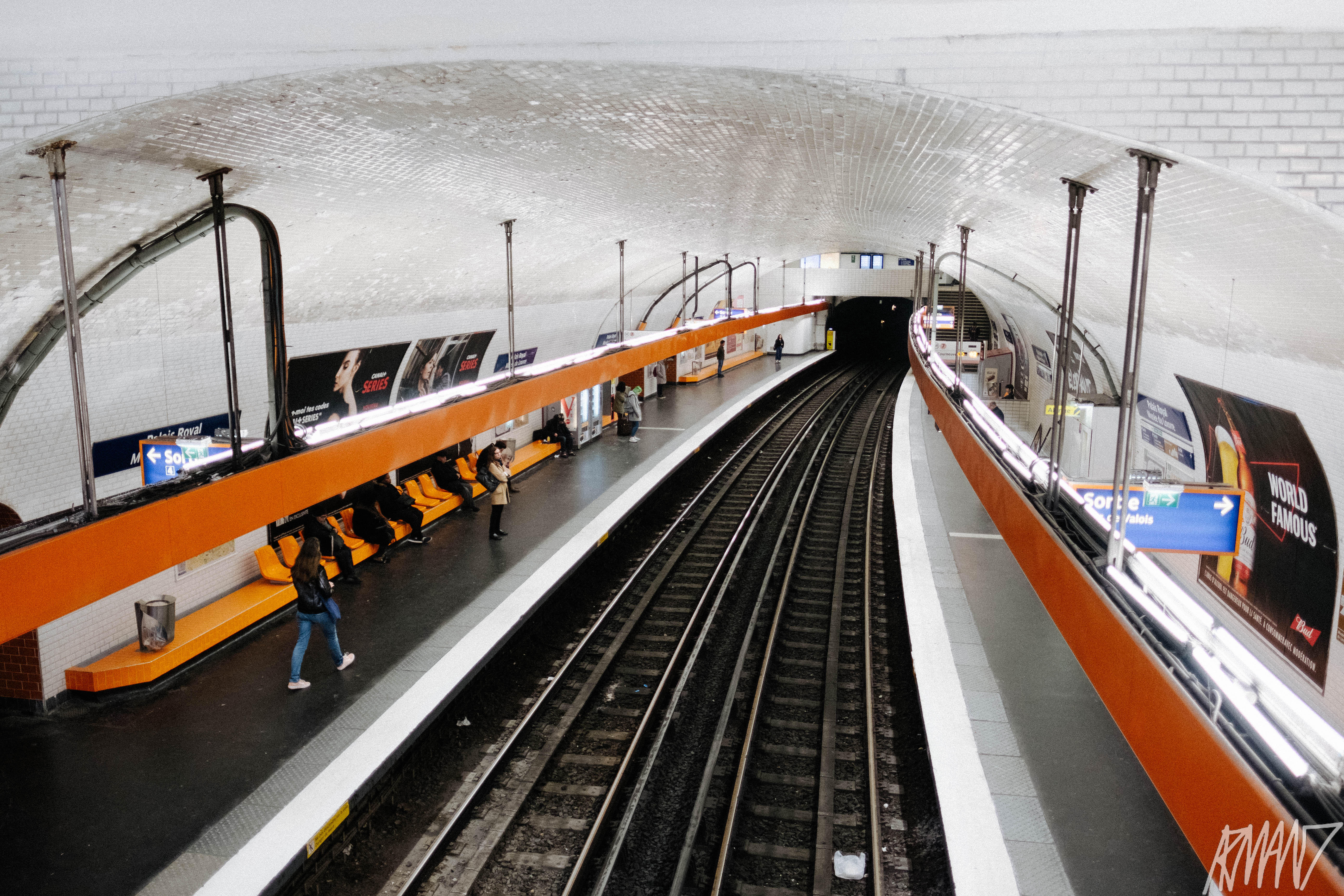
Зал линии 7